# Petaliaeschna fletcheri
Petaliaeschna fletcheri – gatunek ważki z rodziny żagnicowatych (Aeshnidae).